# Dzieduszyce Wielkie (gmina)
Gmina Dzieduszyce Wielkie – dawna gmina wiejska funkcjonująca w latach 1941–1944 pod okupacją niemiecką w Polsce. Siedzibą gminy były Dzieduszyce Wielkie.
Gmina Dzieduszyce Wielkie została utworzona przez władze hitlerowskie z terenów okupowanych przez ZSRR w latach 1939–1941, stanowiących przed wojną główną część zniesionej gminy Sokołów w powiecie stryjskim w woj. stanisławowskim.
Gmina weszła w skład powiatu stryjskiego (Kreishauptmannschaft Stryj), należącego do dystryktu Galicja w Generalnym Gubernatorstwie. W skład gminy wchodziły miejscowości: Balicze Podróżne, Balicze Zarzeczne, Dzieduszyce Małe, Dzieduszyce Wielkie, Łany Sokołowskie, Sichów, Sokołów i Uhełno.
Po wojnie obszar gminy włączono do ZSRR.